# Yevgeniy Ektov
Yevgeniy Ektov (né le 1er septembre 1986 à Petropavl) est un athlète kazakh, spécialiste du triple saut.

## Biographie
Il remporte la médaille d'or lors des Championnats d'Asie d'athlétisme 2011 à Kobé en 16,91 m. Il porte son record personnel à 17,22 m à Almaty le 1er juillet 2012, ce qui le qualifie pour les Jeux olympiques à Londres.
Il est marié à Irina Ektova, également athlète de triple saut.

## Palmarès
| Date | Compétition                  | Lieu      | Résultat | Marque  |
| ---- | ---------------------------- | --------- | -------- | ------- |
| 2006 | Championnats d’Asie en salle | Pattaya   | 3e       | 15,93 m |
| 2007 | Jeux asiatiques en salle     | Macao     | 3e       | 16,34 m |
| 2009 | Jeux asiatiques en salle     | Hanoï     | 2e       | 16,44 m |
| 2009 | Championnats d’Asie          | Guangzhou | 3e       | 16,49 m |
| 2010 | Jeux asiatiques              | Guangzhou | 2e       | 16,86 m |
| 2011 | Championnats d’Asie          | Kōbe      | 1er      | 16,91 m |
| 2011 | Universiade                  | Shenzhen  | 3e       | 16,83 m |
| 2013 | Universiade                  | Kazan     | 3e       | 16,57 m |
| 2014 | Jeux asiatiques              | Incheon   | 4e       | 16,62 m |

### Records
| Épreuve          | Performance | Lieu    | Date             |
| ---------------- | ----------- | ------- | ---------------- |
| Saut en longueur | 7,77 m      | Bichkek | 31 mai 2008      |
| Triple saut      | 17,22 m     | Almaty  | 1er juillet 2012 |

| Épreuve     | Performance | Lieu  | Date            |
| ----------- | ----------- | ----- | --------------- |
| Triple saut | 16,44 m     | Hanoï | 2 novembre 2009 |